# Station Le Croisic
Station Le Croisic is een spoorwegstation in de Franse gemeente Le Croisic.